# Ама Діуф Гнілане Файє
Ама Діуф Гнілане Файє (д/н — 1853) — маад-а-сініг (володар) держави Сіне в 1825—1853 роках.

## Життєпис
Походив з династії Діуф. Син Ніохобая Діуфа, сандігі (голови) Ндіоби, та лінгере (принцеси) Гнілане Файє. За материнською лінією належав до клану Гелвар. Дата народження достеменно невідома, оскільки 1825 року за різними відомостями посів трон у 12, 13 або 15 років. Фактично влада належала батькові, що не мав прав на трон. Декілька років доводилося боротися з іншими претендентами на трон, але їх було переможено Ніохобаєм Діуфом. За цим останній розділив владу з вуйком сина — Ама Кумба Мбоджем, що отримав цивільну владу.
Але невдовзі Ама Кумба Мбодж та його брат Бакар Мбодж намагалися повалити Ама Діуфа Гнілане Фпйє. Тому Ніохобай Діуф знову виступив на допомогу синові, завдавши в битві біля Тіупане поразки братам Мбодж та їх союзникові Балле Ндунгу Хуредія Ндао, маад-салуму (володарю) держави Салум.
За цим маад-а-сініг панував разом з батьком. 1848 року було надано дозвіл французьким місіонерам на здійснення своєї діяльності. Втім у 1850 році стосунки з місіонерами погіршилися через підозри їх в шпигунстві. Зокрема було заборонено будувати кам'яну каплиці в місії в Нгазобілі, оскільки Ама Діуф Гнілане Файє побоювався перетворення її на форт з гарматами. 1851 року за наказом маад-асініга було ліквідовано місію в Нгазобілі. Того ж року помер Ніохобай Діуф.
Сам Ама Діуф Гнілане Файє помер 1853 року, оголосивши перед тим спадкоємцем свого родича Кумба Ндоффене Фамака.